# 인삼주

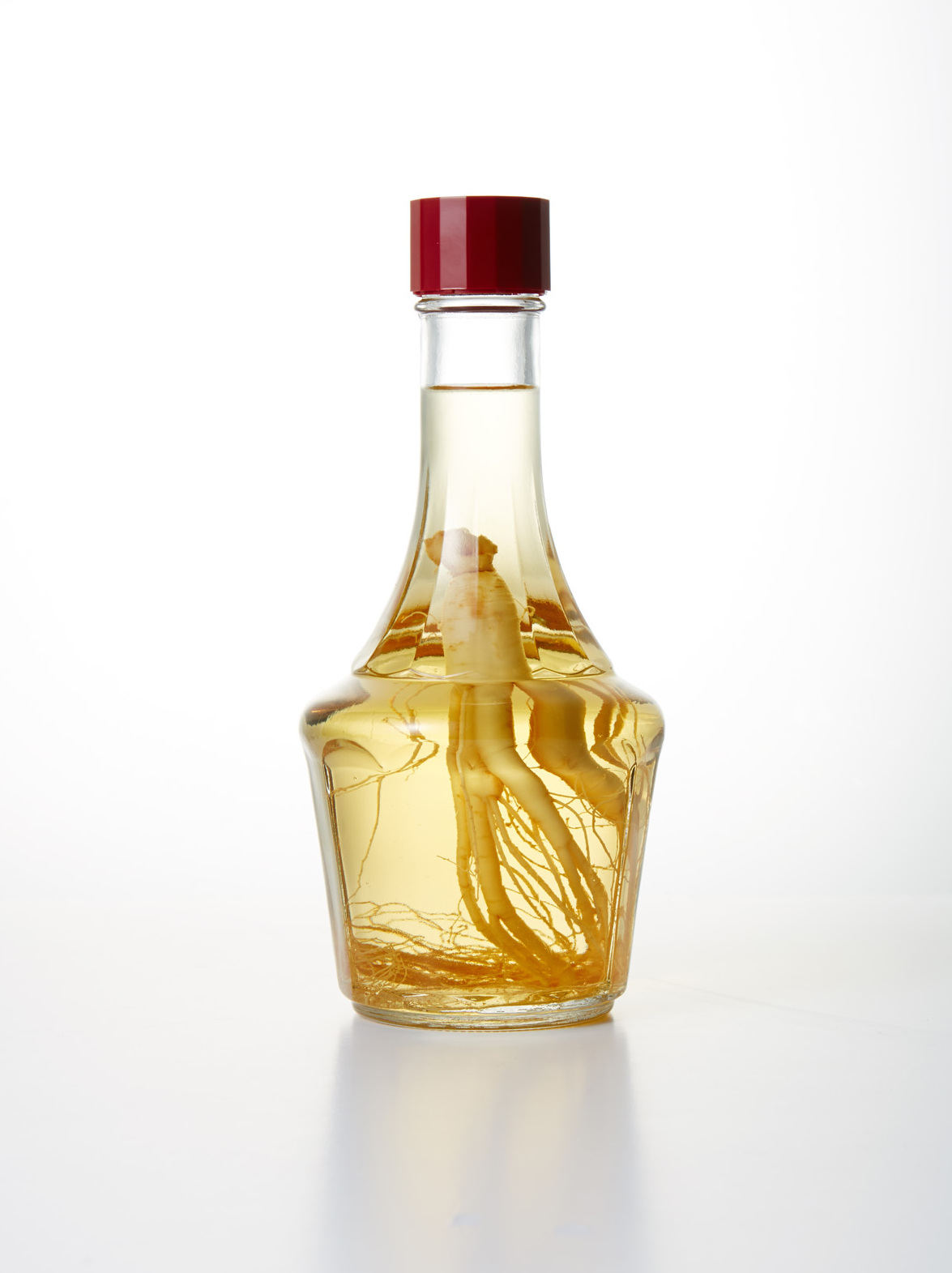

인삼주는 인삼으로 만든 술이다. 인삼 그 자체로서 술은 대한민국과 조선민주주의인민공화국 두 곳에서 특산물 가운데 하나로 간주된다.
이 술은 차가운 상태 또는 뜨꺼운 상태로 대접될 수 있다.